# Alfred Chilton Pearson
Alfred Chilton Pearson (geboren 8. Oktober 1861 in London; gestorben 2. Januar 1935 in Cambridge) war ein britischer klassischer Philologe. 

## Leben
Pearson beschäftigte sich mit dem Griechischen Drama, besonders mit dem Tragiker Sophokles. Von 1919 bis 1921 war er Gladstone Professor of Greek an der Universität Liverpool, von 1921 bis 1928 Regius Professor of Greek an der Universität Cambridge. 1924 wurde er zum Mitglied (Fellow) der British Academy gewählt.